# Ветриште
Ветриште (болг. Ветрище) — село в Болгарии. Находится в Шуменской области, входит в общину Шумен. Население составляет 225 человек.

## Политическая ситуация
В местном кметстве Ветриште, в состав которого входит Ветриште, должность кмета (старосты) исполняет Димитр Колев Тодоров (Движение за права и свободы (ДПС)) по результатам выборов.
Кмет (мэр) общины Шумен — Красимир Благоев Костов (Болгарская социалистическая партия (БСП)) по результатам выборов.